# Strelníky
Strelníky, già Šajba (in tedesco Scheiben, in ungherese Sebő), è un comune della Slovacchia facente parte del distretto di Banská Bystrica, nella regione omonima.

## Storia
Fondato nel XIV secolo da coloni di lingua tedesca provenienti da Zvolen (Schaiba), nel 1948 ha preso l'attuale denominazione di Strelníky. Nel 1577 fu razziato dai Turchi.